# Onze-Lieve-Vrouw-Onbevlekt-Ontvangenkerk (Nieuwerleet)
De Onze-Lieve-Vrouw-Onbevlekt-Ontvangenkerk (Frans: Église de l'Immaculée Conception) is de parochiekerk van de gemeente Nieuwerleet in het Franse Noorderdepartement.

## Geschiedenis
Hier stond een 16e-eeuws kerkgebouw dat op een gegeven ogenblik als vervallen werd beschouwd. Een nieuwe kerk werd gebouwd en in 1885 werd deze voor de eredienst in gebruik genomen.

## Gebouw
Het betreft een neoromaanse bakstenen basilicale kruiskerk met voorgebouwde toren. De twee klokken zijn gedateerd 8 augustus 1893.